# Rupture dans le réel
Rupture dans le réel est le premier tome de la trilogie l'Aube de la nuit de Peter F. Hamilton publié en 1996 sous le nom de The Reality Dysfunction en anglais. 
Il est divisé en trois tomes dans sa version française en livre de poche :
- Genèse
- Émergence
- Expansion

Et en deux tomes en version broché :
- Émergence
- Expansion

Ce roman de science-fiction raconte l’histoire de la rupture dans le réel et du début de l'expansion des possédés.
Ce tome est suivi de L'Alchimiste du Neutronium et de Le Dieu nu.